# Sông Mayenne
Sông Mayenne là một con sông ở phía tây Pháp. Cùng với sông Sarthe và sông Loir chúng tạo thành sông Maine, là chi lưu của sông Loire.
Sông này bắt nguồn ở tỉnh Orne, giữa Pré-en-Pail và Alençon. Sông gặp sông Sarthe ở Angers.

## Các địa phương hai bên sông
- Orne
- Mayenne: Mayenne, Laval, Château-Gontier
- Maine-et-Loire: Angers